# 8120 Kobe
8120 Kobe è un asteroide della fascia principale interna. Scoperto nel 1997, presenta un'orbita caratterizzata da un semiasse maggiore pari a 2,421791 UA e da un'eccentricità di 0,187109, inclinata di 2,588192° rispetto all'eclittica. Ha un diametro di 3,087 km, un periodo di rotazione di 5,86 ore e un'albedo di 0,244.
Fa parte della famiglia di asteroidi Massalia.
È dedicato alla città giapponese di Kōbe.